# ADAC Cyclassics
L'ADAC Cyclassics és una cursa d'un dia professional i per aficionats que se celebra anualment dins i a prop d'Hamburg. Tot i que és una cursa amb una història curta, se la considera com una clàssica ciclista. Va començar com una cursa sense importància el 1996, però a causa de la popularitat creixent del ciclisme a Alemanya, se la va incorporar a la Copa del Món de ciclisme el 1998. Des del 2005, és part de l'UCI World Tour.
El recorregut de la cursa varia, però sovint té una llargada d'uns 250 quilòmetres. Durant uns quants girs per Hamburg, hom escala diverses vegades el Waseberg. La ruta també inclou el pont més alt d'Hamburg, el Köhlbrandbrücke. La ruta és prou dura perquè la cursa no acabi gairebé mai en sprint massiu.
El patrocinador de la Cyclassics, la planta elèctrica d'Hamburg HEW, va adoptar un nou nom ("Vattenfall Europe Hamburg"), i del 2006 al 2015 la cursa passà a ser coneguda amb el nom de Vattenfall Cyclassics en lloc de l'original HEW Cyclassics. El 2016 el patrocinador va passar a l'empresa de cirurgia oftalmològica EuroEyes, fins que el 2022 agafà el nom de Bemer Cyclassics. Actualment es diu ADAC Cyclassics.
Elia Viviani, amb tres victòries és el ciclista que més vegades l'ha guanyat.
Una part important de la Cyclassics és la Jedermann-Rennen ("la cursa de tothom"), una prova aficionada/cicloturística que es fa més o menys a l'hora de la cursa. Qualsevol hi pot participar en aquestes curses al llarg de 55 km, 100 km o 155 km. Nogensmenys, el nombre de participants és limitat i hom s'ha de reservar un tiquet amb mesos d'antelació. El 2005 hi hagué 20.000 aficionats al circuit.

## Palmarès
| Any                   | Vencedor             | Segon                   | Tercer                  |         |
| --------------------- | -------------------- | ----------------------- | ----------------------- | ------- |
| HEW Cyclassics        |                      |                         |                         |         |
| 1996                  | Rossano Brasi        | Bert Dietz              | Steffen Rein            |         |
| 1997                  | Jan Ullrich          | Wilfried Peeters        | Jens Heppner            |         |
| 1998                  | Léon van Bon         | Michele Bartoli         | Ludo Dierckxsens        |         |
| 1999                  | Mirko Celestino      | Raphael Schweda         | Romāns Vainšteins       |         |
| 2000                  | Gabriele Missaglia   | Francesco Casagrande    | Fabio Baldato           |         |
| 2001                  | Erik Zabel           | Romāns Vainšteins       | Erik Dekker             |         |
| 2002                  | Johan Museeuw        | Igor Astarloa Askasibar | Davide Rebellin         |         |
| 2003                  | Paolo Bettini        | Davide Rebellin         | Jan Ullrich             |         |
| 2004                  | Stuart O'Grady       | Paolo Bettini           | Igor Astarloa Askasibar |         |
| 2005                  | Filippo Pozzato      | Luca Paolini            | Allan Davis             |         |
| Vattenfall Cyclassics |                      |                         |                         |         |
| 2006                  | Óscar Freire Gómez   | Erik Zabel              | Filippo Pozzato         |         |
| 2007                  | Alessandro Ballan    | Óscar Freire Gómez      | Gerald Ciolek           |         |
| 2008                  | Robbie McEwen        | Mark Renshaw            | Allan Davis             |         |
| 2009                  | Tyler Farrar         | Matti Breschel          | Gerald Ciolek           |         |
| 2010                  | Tyler Farrar         | Edvald Boasson Hagen    | André Greipel           |         |
| 2011                  | Edvald Boasson Hagen | Gerald Ciolek           | Borut Božič             |         |
| 2012                  | Arnaud Démare        | André Greipel           | Giacomo Nizzolo         |         |
| 2013                  | John Degenkolb       | André Greipel           | Alexander Kristoff      |         |
| 2014                  | Alexander Kristoff   | Giacomo Nizzolo         | Simon Gerrans           |         |
| 2015                  | André Greipel        | Alexander Kristoff      | Giacomo Nizzolo         |         |
| EuroEyes Cyclassics   |                      |                         |                         |         |
| 2016                  | Caleb Ewan           | John Degenkolb          | Giacomo Nizzolo         |         |
| 2017                  | Elia Viviani         | Arnaud Démare           | Dylan Groenewegen       |         |
| 2018                  | Elia Viviani         | Arnaud Démare           | Alexander Kristoff      |         |
| 2019                  | Elia Viviani         | Caleb Ewan              | Giacomo Nizzolo         |         |
| 2020                  | suspesa              | suspesa                 | suspesa                 | suspesa |
| 2021                  | suspesa              | suspesa                 | suspesa                 | suspesa |
| Bemer Cyclassics      |                      |                         |                         |         |
| 2022                  | Marco Haller         | Wout van Aert           | Quinten Hermans         |         |
| 2023                  | Mads Pedersen        | Danny van Poppel        | Elia Viviani            |         |
| 2024                  | Olav Kooij           | Jonathan Milan          | Biniam Girmay           |         |
| 2025                  |                      |                         |                         |         |